# CD40LG
CD40LG (англ. CD40 ligand) – білок, який кодується однойменним геном, розташованим у людей на X-хромосомі. Довжина поліпептидного ланцюга білка становить 261 амінокислот, а молекулярна маса — 29 274.
| 10         |  | 20         |  | 30         |  | 40         |  | 50         |
| ---------- |  | ---------- |  | ---------- |  | ---------- |  | ---------- |
| MIETYNQTSP |  | RSAATGLPIS |  | MKIFMYLLTV |  | FLITQMIGSA |  | LFAVYLHRRL |
| DKIEDERNLH |  | EDFVFMKTIQ |  | RCNTGERSLS |  | LLNCEEIKSQ |  | FEGFVKDIML |
| NKEETKKENS |  | FEMQKGDQNP |  | QIAAHVISEA |  | SSKTTSVLQW |  | AEKGYYTMSN |
| NLVTLENGKQ |  | LTVKRQGLYY |  | IYAQVTFCSN |  | REASSQAPFI |  | ASLCLKSPGR |
| FERILLRAAN |  | THSSAKPCGQ |  | QSIHLGGVFE |  | LQPGASVFVN |  | VTDPSQVSHG |
| TGFTSFGLLK |  | L          |  |            |  |            |  |            |

A: Аланін

C: Цистеїн

D: Аспарагінова кислота

E: Глутамінова кислота

F: Фенілаланін

G: Гліцин

H: Гістидин

I: Ізолейцин

K: Лізин

L: Лейцин

M: Метіонін

N: Аспарагін

P: Пролін

Q: Глутамін

R: Аргінін

S: Серин

T: Треонін

V: Валін

W: Триптофан

Кодований геном білок за функцією належить до цитокінів. 
Локалізований у клітинній мембрані, мембрані.
Також секретований назовні.